# غزوه عشیره
غزوه عشیره یا ذی العشیره در جمادی الاخر سال ۲ هجری قمری، کمی بعد از غزوه بواط روی داد. در این زمان گزارشی به مدینه، رسید که کاروان قریش با اموال فراوان به ریاست ابوسفیان از مکه به شام می‌رود.
پیامبر اسلام ابوسلمه را جانشین خود قرار داد و برای تعقیب کاروان با سپاهی به تعداد ۲۰۰ نفر تا ناحیه ای به نام ذی العشیره واقع در ینبع که با مدینه مسافت زیادی ندارد رفت و چند روزی در آنجا توقف کرد، ولی کاروانی ندید زیرا که چند روز پیش از آن رفته بودند. این همان کاروانی بود که هنگام رجوع از شام، مسلمانان دوباره برای تصرف آن اقدام نمودند و قریش نیز از مکه با قوای خود بیرون آمد و منجر به جنگ بدر گردید. در غزوه ذی العشیره، جنگی رخ نداد، بلکه محمد پیامبر اسلام با بنی مدلج و هم پیمانان آن قبیله پیمان بست و به مدینه بازگشت.